# جاگن، پاکستان
جاگن (به انگلیسی: Jaggan) یک روستا در پاکستان است که در ایالت سند واقع شده‌است.